# Milton (Dakota del Norte)
Milton es una ciudad ubicada en el condado de Cavalier en el estado estadounidense de Dakota del Norte. En el censo de 2010 tenía una población de 58 habitantes y una densidad poblacional de 43,74 personas por km².

## Geografía
Milton se encuentra ubicada en las coordenadas 48°37′35″N 98°2′45″O / 48.62639, -98.04583. Según la Oficina del Censo de los Estados Unidos, Milton tiene una superficie total de 1.33 km², de la cual 1.33 km² corresponden a tierra firme y (0%) 0 km² es agua.

## Demografía
Según el censo de 2010, había 58 personas residiendo en Milton. La densidad de población era de 43,74 hab./km². De los 58 habitantes, Milton estaba compuesto por el 96.55% blancos, el 0% eran afroamericanos, el 3.45% eran amerindios, el 0% eran asiáticos, el 0% eran isleños del Pacífico, el 0% eran de otras razas y el 0% pertenecían a dos o más razas. Del total de la población el 0% eran hispanos o latinos de cualquier raza.